# Caterpillar (film 1988)
Caterpillar (キャタピラ?, Kyatapira) è un cortometraggio sperimentale scritto e diretto da Shozin Fukui durante il periodo in cui egli stava lavorando nella crew di Shin'ya Tsukamoto per Tetsuo. Entrambi i film utilizzano tecniche cinematografiche simili come riprese iperattive, con camera a mano e animazioni in stop-motion.

## Distribuzione
Caterpillar venne incluso come contenuto extra da Unearthed Films nel DVD di 964 Pinocchio nel 2007 (andato fuori stampa).